# Klaus Hoggenmüller
Klaus Hoggenmüller (* 5. Juni 1954 in Waldshut) ist ein deutscher Theaterautor und Hochschullehrer.

## Biografie
Nach dem Abitur 1974 in Waldshut studierte Klaus Hoggenmüller Germanistik und Geschichte an der Pädagogischen Hochschule Freiburg, wo er 1979 das Erste Staatsexamen ablegte. 1981 folgte das Zweite Staatsexamen. Seit 1981 ist er im Schuldienst des Landes Baden-Württemberg tätig, mit einem besonderen Schwerpunkt in der Theaterarbeit. Er wurde zu verschiedenen Veranstaltungen eingeladen, darunter die Schultheatertage Freiburg, die Schultheatertage Baden-Württemberg und zum Theatertreffen der Jugend in Berlin.
Von 1995 bis 2002 war Hoggenmüller Lehrbeauftragter für Deutsch und Theaterpädagogik am Seminar (RS) in Freiburg. 2001 wurde er für das Fach Deutsch (Europalehramt) an die Pädagogische Hochschule Freiburg teilabgeordnet. Von 2002 bis 2019 arbeitete er dort als wissenschaftlicher Mitarbeiter und Akademischer Rat am Institut für deutsche Sprache und Literatur.
Seit Mitte der 1980er Jahre ist Hoggenmüller auch als Schriftsteller und Theaterautor tätig. Erschienen sind die Stücke als Theatertexte beim Verlag der Autoren, Frankfurt am Main, wo auch sämtliche Rechte liegen. Die meisten Theatertexte wurden auch für den Hörfunk bearbeitet und vom Südwestfunk produziert und gesendet, unter der Regie von Thomas Lehner. Hasentöter wurde 1997 vom NDR in Hamburg unter der Regie von Ulrich Lampen produziert. So nah und doch so fern wurde 2008 im Deutschlandradio Kultur als Hörspiel produziert, Sendetermin Juni 2009, Regie Götz Naleppa.

## Publikationen (Auswahl)

### Theaterstücke
- Sack und Asche (UA Stadttheater Konstanz 1988)
- Wendels Heimat (UA Stadttheater Konstanz 1991)
- In Deutschland heißt du Oliver (UA Landesbühne Bruchsal 1991)
- Mondenquarz (UA Städtische Bühnen Freiburg 1994)
- Hasentöter (1994, 1996 eingeladen zu den Autorentheatertagen nach Hannover)
- Hinter Mailand (1996)
- Das Jahrhundertwerk (1998)
- So nah und doch so fern (2007, als Werkstattinszenierung am Maxim Gorki Theater Berlin)

### Andere Werke
- Klaus Hoggenmüller/Wolfgang Hug: Die Leute auf dem Wald. Alltagsgeschichte des Schwarzwalds zwischen bäuerlicher Tradition und industrieller Entwicklung. Stuttgart 1987. Theiss Verlag.[7]
- mit Rudolf Denk: „Insel-Irrsinn“. Dramaturgischdidaktische Bausteine zu Moritz Rinkes „Republik Voneta“. In: Deutschunterricht 56 H.4 (2003), S. 30–52.
- mit Rudolf Denk: „Ich war der Snob von Sternheim.“ Biographisch-dramaturgische Notizen zum Autor Moritz Rinke. Von süchtigen Männern und dem produktionsorientierten Literaturunterricht. In: Literatur im Unterricht 2 (2003), S. 129–139.[8]

## Hörspiele (Auswahl)
- 1988: Sack und Asche. Volksstück in 19 Bildern – Regie: Matthias Spranger (Hörspielbearbeitung, Mundarthörspiel – SWF)
- 1991: Wendels Heimat (auch Regieassistenz) – Regie: Thomas Lehner (Hörspielbearbeitung, Mundarthörspiel – SWF)
- 1993: Hierzuland: Hinter Mailand – Regie: Thomas Lehner (Hörspielbearbeitung, Mundarthörspiel – SWF)
- 1997: Hasentöter – Bearbeitung und Regie: Ulrich Lampen (Hörspielbearbeitung – NDR)
- 2009: So nah und doch so fern – Regie: Götz Naleppa (Hörspielbearbeitung – Deutschlandradio)

Quelle: ARD-Hörspieldatenbank

## Preise und Einladungen
- 1987 Volkstheaterpreis des Landes Baden – Württemberg für *Sack und Asche*
- 1989 Preis des Bundes der Theatergemeinden für *Wendels Heimat*
- 1990 Förderpreis des Landes Baden – Württemberg für *Mondenquarz*
- 1992 Reinhold-Schneider-Preisträger der Stadt Freiburg (Förderpreis für *Mondenquarz*)
- 2007 So nah und doch so fern: Siegerstück im Autorenwettbewerb „Eine Jugend in Deutschland“, Maxim Gorki Theater Berlin u. Schauspiel Frankfurt, gefördert durch den Hauptstadtkulturfonds
- 1989 Dramatikerseminar der Bertelsmann-Stiftung in Hamburg
- 1990 Theater-Workshop des Deutschen Literaturfonds in der Villa Vigoni
- 1991 Politisches Theater Heute, Köln, Bundeszentrale für politische Bildung
- 1996 Einladung zu den Autorentheatertagen am Schauspiel Hannover